# Partamona pearsoni
Partamona pearsoni là một loài Hymenoptera trong họ Apidae. Loài này được Schwarz mô tả khoa học năm 1938.